# 池田充男
池田 充男（いけだ みつお、1932年 - ）は、日本の作詞家。

## 略歴
テイチクレコードより黒田春雄歌唱の「心の十字路」で作詞家デビューし、現在も現役で活動している。
黒田春雄は後のアイ・ジョージ。
1992年の第34回日本レコード大賞歌謡曲・演歌部門で、大月みやこの『白い海峡』が大賞、1999年には服部浩子の『旅路の花』が第32回日本作詩大賞、2006年には香西かおりの『最北航路』が第39回日本作詩大賞を受賞。

## 主な作品
- 石原裕次郎『二人の世界』
- 石原裕次郎・八代亜紀デュエット『別れの夜明け』
- 江本孟紀『アカシヤの面影』
- 大月みやこ『白い海峡』『霧笛の宿』
- 春日八郎『あゝさすらい』
- 金田たつえ『ふたりの愛染橋』『情無川』『浮世おけさ』
- 北の富士勝昭『ネオン無情』
- 香西かおり『最北航路』『酒のやど』
- 三條正人　『ひとりの札幌』『恋の雪舞い』『他人妻』『金沢情話』『おんなの生命(いのち)』『天人峡恋唄』『小樽のめぐり逢い』
- 鶴岡雅義と東京ロマンチカ『小樽のひとよ』『旅路のひとよ』　『ブエナス・ノーチェス東京』
- 服部浩子『旅路の花』
- 増位山太志郎『あき子慕情』
- 松尾和子『春来川慕情』
- 美川憲一『北国夜曲』『東京ホテル』
- 八代亜紀『愛の終着駅』
- 永井裕子『さすらい海峡』『そして･･･雪の中』『そして･･･湯の宿』